# Socijalistički feminizam
Socijalistički feminizam je pravac feminizma koji smatra da se potpuna emancipacija žena, odnosno njeno oslobođenje od tlačenja, može provesti jedino uz poboljšanje njezinog javnog i društvenog života, tj. ukidanjem ekonomskih i kulturnih izvora tlačenja žena.  Socijalistički feminizam prema nekim izvorima predstavlja dualnu teoriju, odnosno sintezu argumenata marksističkog feminizma o kapitalizmu kao izvoru ženskog tlačenja i argumenata radikalnog feminizma o ulozi roda i patrijarhata.
Teorija je nastala i kao kritika i kao nadopuna tradicionalnih marksističkih stavova, pri čemu se često navodi navodni neuspjeh Marxa da pronađe vezu između spolnog i klasnog ugnjetavanja. Marksističke feministkinje navode radove Friedricha Engelsa (Porijeklo porodice, privatnog vlasništva i države) i Augusta Babela na ovu temu kako bi oborile taj argument.
Socijalistički feminizam u najširem smislu označava i feministička strujanja unutar različitih socijalističkih pokreta.